# Corybas cryptanthus
Corybas cryptanthus är en orkidéart som beskrevs av Edwin Daniel Hatch. Corybas cryptanthus ingår i släktet Corybas, och familjen orkidéer. Inga underarter finns listade i Catalogue of Life.